# 58-as villamos (Bécs)
A bécsi 58-as jelzésű villamos a Westbahnhof és a Unter Sankt Veit, Hummelgasse között közlekedett, a város nyugati részén. Megszűnésekor Bécs ötödik legrövidebb villamosjárata volt az 5,145 km hosszú útvonalával. A viszonylatot a Wiener Linien üzemeltette. A villamosjárat az U1-es metró 2017-es favoriteni meghosszabbításához kapcsolódó hálózati átszervezések következtében szűnt meg; pótlására a 10-es és 60-as villamos útvonalát hosszabbították meg.

## Története
A vonal előtörténete még a gőzvasutas időkre nyúlik vissza, ugyanis ekkor épült meg a Hietzing – Unter Sankt Veit szárnyvonal. 1908. október 13-án 58-as jelzéssel új járat indult a Lainzer Straße és Ober Sankt Veit között. 1909-ben előbbi végállomása átkerült Hietzing-hez, a  Schönbrunni állatkerthez, majd 1914-ben nem egészen egy év erejéig vissza a Lainzer Straße-hoz. 1914. november 16-án az Ober Sankt Veit-i végállomását visszavágták Unter Sankt Veit-hoz, másik végállomása viszont bekerült a belvárosba: a Mariahilfer Straße-n végighaladva érte el a Ringen belüli keleti végállomását, a Neuer Markt-ot. Később[mikor?] ez a Ringen belüli végállomást visszavágták a Ringig: Hosszú éveken át a Szépművészeti Múzeum elől, Burgringtől indult. Az U3-as metró 1993. szeptember 4-én elérte a Westbahnhof-ot, ezzel a felette párhuzamosan futó villamosvágányokat felszedték, így került át az 58-as végállomása is a belvárosi Burgring-től a Gürtelen lévő Westbahnhof-hoz. 2017. szeptember 1-jén az U1-es metró meghosszabbításával megszűnt, pótlására a Mariahilfer Straßén a 60-ast, Unter Sankt Veit-hoz pedig a 10-es villamos útvonalát hosszabbították meg.

## Járművek
- 1965-ben megjelentek az E sorozatú járművek.
- 2007-ben megjelentek a vonalon az első alacsony padlós ULF-ok.
- 2015 nyaráig voltak a hagyományos E sorozatú járművek itt forgalomban, utoljára E2+c5 szerelvények.
- 2016-ban a 4-es metró felújítása alatt hosszú szerelvényeket vetettek be a rövidek helyett, illetve ideiglenesen visszatértek az E2-esek. A modernizálás befejeztével visszaállt a rend.

## Útvonala
| Unter Sankt Veit, Hummelgasse felé | Westbahnhof felé |
| --- | --- |
| Westbahnhof vá. – Mariahilfer Straße – Schloßallee – Hadikgasse – Kennedybrücke – Hietzinger Hauptstraße – Hummelgasse – Unter Sankt Veit, Hummelgasse vá. | Unter Sankt Veit, Hummelgasse vá. – Hummelgasse – Hietzinger Hauptstraße – Kennedybrücke – Hadikgasse – Schloßallee – Mariahilfer Straße – Westbahnhof vá. |

## Megállóhelyei

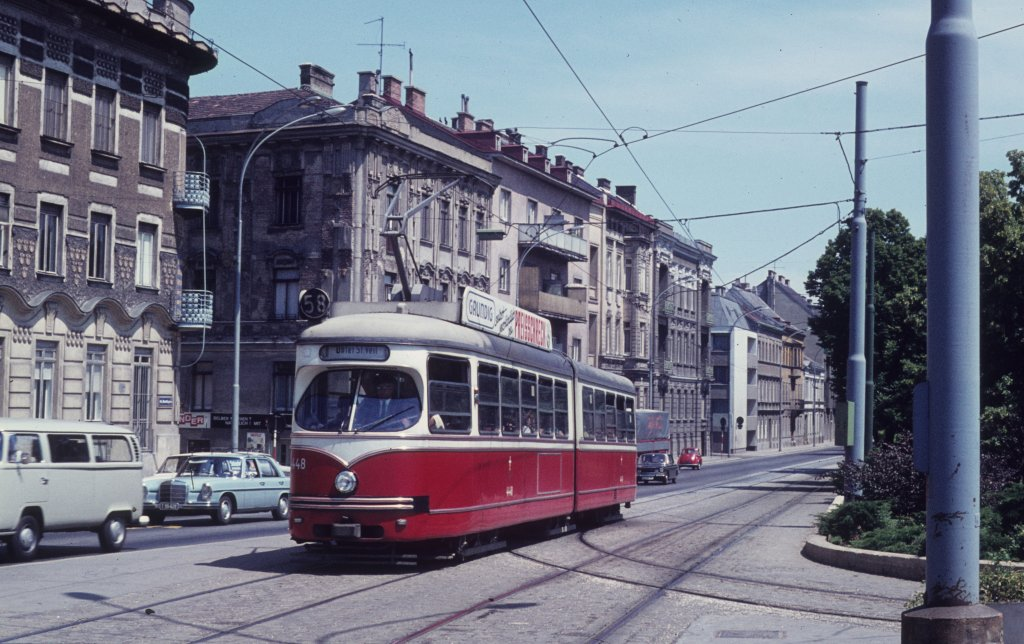
1971 sima E típussal

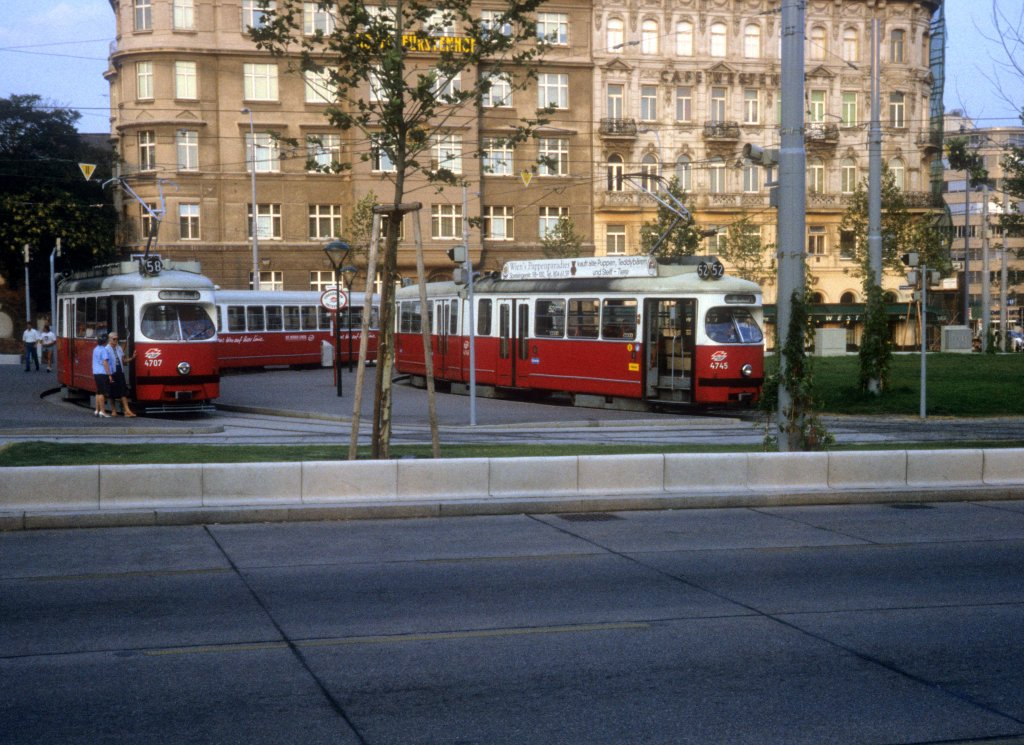
1994 Westbahnhof, baloldalt Miskolc nosztalgiavillamosa még eredeti helyén és számán (4707)

| 58 (Westbahnhof ◄► Unter Sankt Veit, Hummelgasse) | 58 (Westbahnhof ◄► Unter Sankt Veit, Hummelgasse) | 58 (Westbahnhof ◄► Unter Sankt Veit, Hummelgasse) | 58 (Westbahnhof ◄► Unter Sankt Veit, Hummelgasse) | 58 (Westbahnhof ◄► Unter Sankt Veit, Hummelgasse) |
| Perc (↓)                                          | Megállóhely                                       | Perc (↑)                                          | Átszállási kapcsolatok a járat megszűnésekor      |                                                   |
| ------------------------------------------------- | ------------------------------------------------- | ------------------------------------------------- | ------------------------------------------------- | ------------------------------------------------- |
| 0                                                 | Westbahnhof végállomás                            | 19                                                | S50 U3 , U6 5, 6, 9, 18, 52 Reptér-busz           |                                                   |
| 1                                                 | Gerstnerstraße, Westbahnhof                       | 18                                                | 52                                                |                                                   |
| 2                                                 | Staglgasse                                        | 16                                                | 52                                                |                                                   |
| 3                                                 | Kranzgasse                                        | 15                                                | 52 12A                                            |                                                   |
| 4                                                 | Rustengasse                                       | 14                                                | 52                                                |                                                   |
| 5                                                 | Anschützgasse                                     | 13                                                | 52 57A                                            |                                                   |
| 6                                                 | Winckelmannstraße                                 | ∫                                                 | 52                                                |                                                   |
| 8                                                 | Penzinger Straße                                  | 10                                                | 10, 52                                            |                                                   |
| 10                                                | Schloß Schönbrunn                                 | 8                                                 | 10 10A                                            |                                                   |
| 12                                                | Hietzing, Kennedybrücke                           | 7                                                 | U4 10, 60 51A, 56B, 58B, 156B                     |                                                   |
| 13                                                | Dommayergasse                                     | 5                                                 | 60                                                |                                                   |
| 14                                                | Wenzgasse                                         | 3                                                 |                                                   |                                                   |
| 15                                                | Fichtnergasse                                     | 2                                                 |                                                   |                                                   |
| 17                                                | Verbindungsbahn                                   | 1                                                 | 53B, 54B                                          |                                                   |
| 18                                                | Unter Sankt Veit, Hummelgasse végállomás          | 0                                                 |                                                   |                                                   |